# نيكولاس هاريسون (فيزيائي)
نيكولاس هاريسون (بالإنجليزية: Nicholas Harrison)‏ هو فيزيائي بريطاني، ولد في 5 نوفمبر 1964.